# Cybianthus brownii
Cybianthus brownii är en viveväxtart som beskrevs av Henry Allan Gleason. Cybianthus brownii ingår i släktet Cybianthus, och familjen viveväxter. Inga underarter finns listade i Catalogue of Life.